# Mahmúd an-Nášaf
Mahmúd an-Nášaf (hebrejsky: מחמוד א-נאשף, Machmud an-Našaf, arabsky: محمود الناشف, žil 1906 – 10. listopadu 1979) byl izraelský politik a poslanec Knesetu za stranu Chakla'ut ve-pituach.

## Biografie a politická dráha
Narodil se ve obci Tajbe v tehdejší Osmanské říši (dnes Izrael). Zde také zasedal v místní samosprávě a působil jako starosta města. Byl členem komunity izraelských Arabů.
V izraelském parlamentu zasedl po volbách v roce 1959, do nichž šel za stranu Chakla'ut ve-pituach (Zemědělství a rozvoj). Byl členem parlamentního výboru pro vzdělávání a kulturu a výboru House Committee.